# 周龍鴻
周龍鴻（1970年6月21日—）是臺灣專案管理知識提倡人、《專案經理雜誌》發行人兼總編輯。培育PMP，且大力推動專案管理國家標準及發起計畫法案。也擔任長宏專案管理顧問有限公司總經理。出生於臺灣高雄，於高雄、菲律賓成長，大學時期回到臺灣就讀。畢業於國立成功大學機械系、高階管理碩士在職專班（EMBA），中山企業管理系博士學位。

## 生平
1970年，周龍鴻誕生於台灣高雄。幼時曾患有口吃、聽力障礙，不易與人溝通；國小二年級時，因父母經商失敗選擇遠赴菲律賓東山再起，在異地周龍鴻語言不通無法融入團體，因而有自閉傾向。
退伍後，周龍鴻得到他的第一份工作  - 日月光製程工程師。周因擔任技術職，十個月內晉升為技術主管，於是決定進修第一屆成功大學EMBA，主攻知識管理。有一次日月光訓練部門欲招募客戶抱怨處理程序的講師時，周龍鴻抓住機會站上講台，經過七年三百次以上的內部講師磨練，他漸漸成為受外界邀約的講師，尤其是時間管理及知識管理領域。
2004年，周龍鴻決定充實自己朝專案管理的道路走，考取了PMP證照，並選擇離開日月光自行開創事業。2005年，創立了長宏專案管理顧問有限公司，立下了三年內為台灣培育1000為PMP的志業，並於2008年順利達成目標。2009年，周龍鴻通過美國國際專案管理學會的計畫管理師(PgMP)證照考試，成為亞洲第一位獲取該證照的人。於2009年獲得專案管理界奧斯卡獎的PMI Award Distinguished Contribution Award，該年全球僅有八位獲獎者。在2010年以八八水災重建計畫書獲得PMI Award Community Advancement獎，該獎在這之前已連續從缺三年。2015年，周龍鴻獲得英國國際敏捷獎項的「2015 Agile Awards」之「年度最佳推手獎」。2017年，周龍鴻也發動PMP連署推動台灣的專案管理法案立法，希望藉著專案管理的學習和推廣，提升台灣在世界的競爭力。此外，周龍鴻也帶領志工完成多項國家標準，包含CNS 21500、CNS 21504、CNS 21505，其中台灣為全球唯二（另一為瑞典）將CNS 21505列入國家標準者。

## 事蹟
- 華人連續2年獲頒PMI Award
- 2015年 Agile Award 年度最佳推手獎[9]
- 2016年擔任經濟部標準檢驗局品質管理委員會專案管理組審查委員，帶領50位PMP志工，與推動專案管理國家標準核心人物葉維銓[10]、陳威良[11]、及許秀影...等人，成功建立CNS 21500（專案管理）、CNS 21504（專案組合指引）、CNS 21505（專案治理）三項專案管理國家標準。

- 2017年擔任PMI（美國國際專案管理學會）出版之官方書籍《專案管理知識體系指南-第六版》繁體中文版總編輯，帶領100位PMP志工，以敏捷專案管理方式完成翻譯及出版[12]。
- 創辦華人十大傑出專案經理獎項
- 培育臺灣1萬位PMP（國際專案管理師）
- 向國發會提案計畫管理法案臺灣版，不再浪費人民的納稅錢，並獲採納
- 2021年擔任PMI（美國國際專案管理學會）出版之官方書籍《專案管理知識體系指南-第七版》繁體中文版Product Owner，帶領100位志工在三個月完成第七版的翻譯[13]
- 2023年成為台灣首位CST（Certified Scrum Trainer），由Scrum Alliance頒發的Scrum官方培訓師（CST）[14] （页面存档备份，存于）[15][16][17]

## 著作
- 《全球華人知識管理推動實務》，與陳泰明等合著，中國生產力，2003年。
- 《PMP摘金術》，與吳美娥、陳彥佑合著，中國生產力，2008年。
- 《我的第一張國際專案管理證照CAPM》，文笙書局，2009年。
- 《計畫管理實戰篇》，全能專案，2013年。
- 《有願就有力：從平凡工程師到臺灣PMP傳教士》，全能專案，2016年。
- 《成功的敏捷產品管理：打造暢銷產品的祕訣》，博碩，2022年。[18]

## 敏捷翻譯著作
- 《敏捷實務指南》，主編，國際專案管理學會台灣分會，2018年。[19]
- 《Scrum敏捷產品管理：打造客戶喜愛的產品》，主編暨Product Owner（Scrum敏捷產品管理志工群），博碩，2021年。[20]
- 《Mike Cohn的使用者故事：敏捷軟體開發應用之道》，主編暨Product Owner（使用者故事志工群），博碩，2021年。[21]
- 《教練敏捷團隊：ScrumMaster、敏捷教練及專案經理轉型的最佳指南》，主編暨Product Owner（Scrum Master志工群），博碩，2022年。[22]
- 《Agile Retrospectives中文版：這樣打造敏捷回顧會議，讓團隊從優秀邁向卓越》，主編暨Product Owner（Retrospective志工群），博碩，2022年。[23]
- 《Scrum Mastery中文版：從優秀到卓越的僕人式領導力》，主編暨Product Owner（精通敏捷志工群），博碩，2023年。[24][25]

## 發明專利
- 提升線上測驗能力之輔導資訊系統及方法，經濟部智慧財產局，2008年。